# クロバエ科
クロバエ科（くろばえか、学名: Calliphoridae）は、昆虫類の分類群の一つで、ハエ目に属する昆虫の科である。
オオクロバエ属 (Calliphora)やキンバエ属(Lucilia)の種などがよく知られる。